# پارادوکس دوستی

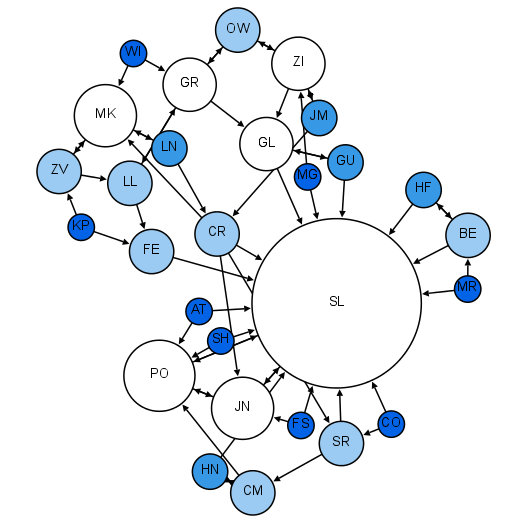
نمودار یک شبکه اجتماعی از کودکان 7-8 ساله، با درخواست از هر کودک برای نشان دادن دو نفر دیگر که دوست دارند در کلاس کنار آنها بنشینند، ترسیم شده است. اکثریت کودکان نسبت به میانگین افرادی که به آنها وصل هستند ارتباطات کمتری دارند.

پارادوکس دوستی اولین بار توسط اسکات فِلد (به انگلیسی: Scott L. Feld) در سال ۱۹۹۱ مطرح شد. این پارادوکس بیان می‌کند که بیشتر انسان‌ها تعداد دوستان کمتری از میانگین تعداد دوستان دوستانشان دارند. این پدیده می‌تواند نمونه‌ای از یک نمونه‌گیری نادرست باشد که در آن احتمال وجود کسانی که تعداد زیادی دوست دارند در بین دوست‌های یک فرد بالا است. پارادوکس دوستی ریشهٔ بسیاری از ویژگی‌های شبکه‌های اجتماعی است. به‌طور کلی این پارادوکس در جواب مسائل جامع‌شناسی مانند "چرا دوستانمان از ما ثروتمندتر هستند؟" و سوالاتی از این قبیل نیز مطرح می‌شود. همچنین این پارادوکس در باب دنبال کردن روند شیوع یک بیماری واگیردار هم کاربرد گسترده‌ای دارد.

## اثبات ریاضی
اگرچه مسئلهٔ دوستی ظاهری متناقض‌نما دارد اما قابل اثبات توسط رابطه‌های ریاضی است و به‌طور مستقیم به نامساوی کوشی-شوارتز و نامساوی حسابی-هندسی مربوط است.
به‌طور دقیق در اثبات ریاضی این پدیده، شبکهٔ اجتماعی یک گراف سادهٔ بدون جهت {\displaystyle \mathrm {G} =(\mathrm {V,E} )}است که {\displaystyle \mathrm {V} }مجموعهٔ رأس‌ها، و نشانگر افراد شبکه، و {\displaystyle \mathrm {E} }مجموعهٔ یال‌های گراف و نشان‌دهندهٔ رابطهٔ دوستی بین دو فرد است. در این اثبات دوستی دوطرفه در نظرگرفته شده‌است. درجهٔ هر رأس {\displaystyle \mathrm {d} (\mathrm {v} )}برابر تعداد دوست‌های فرد متناظر آن رأس است.
ابتدا میانگین تعداد دوست‌های یک فرد محاسبه می‌شود به این‌صورت که تعداد کل روابط دوستی (یال‌ها) تقسیم بر تعداد افراد (رأس‌ها می‌شود):
{\displaystyle \mu ={\tfrac {\textstyle \sum _{v\in V}\displaystyle d(v)}{|V|}}={\tfrac {2|E|}{|V|}}}
سپس برای محاسبهٔ میانگین دوستان دوست یک فرد، فردی را به صورت تصادفی انتخاب کرده و از بین دوستان او نیز به صورت تصادفی یک فرد (رأس) را انتخاب کرده و درجهٔ رأس را محاسبه می‌کنیم. حاصل برابر خواهد بود با:
{\displaystyle \mu _{f}={\tfrac {\textstyle \sum _{v\in V}\displaystyle d(v)^{2}}{2|E|}}=\mu +{\tfrac {\sigma ^{2}}{\mu }}}
که {\displaystyle \sigma }برابر واریانس درجهٔ رأس‌ها است. برای گرافی که رأس‌هایش درجه‌های متفاوتی داشته باشند {\displaystyle \sigma }و {\displaystyle \mu }مثبت اند و درنتیجه {\displaystyle \mu _{f}>\mu }که همان صورت پارادوکس دوستی است.
یک روش تحلیل عبارتی که {\displaystyle \mu _{f}}را نتیجه می‌دهد این است که اگر {\displaystyle (u,v)}نشان‌دهندهٔ دوستی دو فرد {\displaystyle u}و {\displaystyle v}باشد آنگاه فرد {\displaystyle u}ادعا می‌کند دوستی دارد که {\displaystyle \mathrm {d} (\mathrm {v} )} تا دوست دارد. از آنجا که {\displaystyle v}دقیقاً {\displaystyle \mathrm {d} (\mathrm {v} )} عدد دوست دارد پس {\displaystyle \mathrm {d} (\mathrm {v} )}فرد ادعای مشابهی با {\displaystyle u}دارند، یعنی برای هر فرد {\displaystyle v}، {\displaystyle d(v)^{2}} عدد از این ادعای دوستی وجود دارد. حال اگر این مقدار را برای همهٔ رئوس جمع کنیم و تقسیم بر جمع همهٔ درجات (تعداد کل دوستی‌های موجود) کنیم {\displaystyle \mu _{f}} بدست می‌آید.
یک اثبات ریاضی دقیق برای بدست آوردن {\displaystyle \mu _{f}} به‌صورت زیر است:
اگر درجهٔ رأس {\displaystyle i} از یک گراف {\displaystyle n}رأسی را با {\displaystyle x_{i}}نشان دهیم و {\displaystyle x_{i,j}}را برابر یک تعریف کنیم هرگاه بین رأس {\displaystyle i}و {\displaystyle j}یالی باشد و صفر تعریف کنیم هرگاه یالی نباشد آنگاه داریم:
{\displaystyle x_{i}=\textstyle \sum _{j=1}^{n}\displaystyle x_{i,j}}
{\displaystyle \mu _{i}}را میانگین دوستان دوست‌های فرد متناظر رأس {\displaystyle i} تعریف می‌کنیم داریم:
{\displaystyle \mu _{i}={\frac {\sum _{j=i}^{n}x_{i,j}x_{j}}{\sum _{j=1}^{n}x_{i,j}}}}
که در حقیقت درجات همهٔ رئوس همسایهٔ رأس {\displaystyle i} را جمع کرده و و تقسیم بر تعداد رئوس همسایه (تعداد دوستان) رأس {\displaystyle i} می‌کند. پس برای {\displaystyle \mu _{f}}می‌توانیم بنویسیم:
{\displaystyle \mu _{f}={\frac {\sum _{i=1}^{n}\sum _{j=i}^{n}x_{i,j}x_{j}}{\sum _{i=1}^{n}\sum _{j=1}^{n}x_{i,j}}}}
و از آنجا که داریم:
{\displaystyle \sum _{i=1}^{n}\sum _{j=i}^{n}x_{i,j}x_{j}=\sum _{i=1}^{n}x_{i}^{2},\quad \sum _{i=1}^{n}\sum _{j=i}^{n}x_{i,j}=\sum _{i=1}^{n}x_{i}}
بنابراین:
{\displaystyle \mu _{f}={\frac {\sum _{i=1}^{n}x_{j}^{2}}{\sum _{i=1}^{n}x_{i}}}}
که برابر همان عبارت بالا برای {\displaystyle \mu _{f}}است.
اگرچه رابطهٔ {\displaystyle \mu _{f}>\mu } یک رابطهٔ ریاضی قطعی نیست و ممکن است گرافی نزدیک به گراف کامل وجود داشته باشد که در آن صورت اکثر رئوس درجهٔ بیشتری از میانگین درجات رئوس همسایه خود دارند اما پیدایش همچین گرافی در شبکه‌های اجتماعی محتمل نیست.

## کاربردها
یکی از نتایج پارادوکس دوستی این است که اگر فردی را به صورت تصادفی از یک شبکهٔ اجتماعی انتخاب کنیم، دوستان این شخص احتمالاً مرکزیت بالاتری نسبت به میانگین دارد. از این ویژگی در دنبال کردن شیوع بیماری‌های واگیردار استفاده می‌شود، به طوری که در عوض بررسی مرکزیت همهٔ رئوس گراف شبکه اجتماعی که کاری پیچیده‌است، فقط افرادی از آن به صورت تصادفی انتخاب شده و دنبال می‌شوند.

کریستاکیس (به انگلیسی: Christakis) در تحقیقی نشان داد که با استفاده از پارادوکس دوستی نحوهٔ شیوع سرماخوردگی را می‌شود دو هفته زودتر از روش عادی پیشبینی، حدس زد. به بیان او:
"در روش عادی پیگیری شیوع یک بیماری معمولاً نمونه‌هایی تصادفی از افراد شبکه مورد بررسی قرار می‌گیرند یا افراد پس از بیمار شدن بررسی و دنبال می‌شوند اما این روش تنها بخشی از آن‌چه در حال رخ دادن است را نشان می‌دهد. در مقابل با دنبال کردن دوستان یک گروه تصادفی و مقایسه آنها می‌توان نحوهٔ شیوع یک بیماری را بسیار سریعتر و قبل از این‌که کل شبکه را در بر بگیرد پیشبینی کرد."
همچنین تعمیم پارادوکس دوستی بیان می‌کند که پارادوکس دوستی به دیگر ویژگی‌های یک شبکهٔ اجتماعی تعمیم پیدا می‌کند. به‌طور مثال در بررسی انجام شده روی نویسندگان مشخص شده که یک نویسنده معمولاً درآمد، تعداد نشریات و … کمتری نسبت به نویسندگان همکار خود دارد. یا در شبکه‌های مجازی تعداد دنبال‌کننده‌های یک فرد از میانگین دنبال‌کنندگان کسانی که او را دنبال می‌کنند کمتر است. به‌طور مثال ویژگی یاد شده برای ۹۸ درصد از کاربران فیس‌بوک که ۱۰ درصد از جمعیت جهان را در سال ۲۰۱۸ تشکیل می‌دهند، صادق است.

## مثال
| دانش‌آموز | تعداد دوستان | میانگین تعداد دوستان دوست‌ها |
| -------- | ------------ | --------------------------- |
| ۱        | ۱            | ۴                           |
| ۲        | ۱            | ۲                           |
| ۳        | ۲            | ۲                           |
| ۴        | ۳            | ۳٫۳                         |
| ۵        | ۴            | ۲٫۸                         |
| ۶        | ۴            | ۳                           |
| ۷        | ۳            | ۳٫۳                         |
| ۸        | ۲            | ۳٫۵                         |
| ۹        | ۲            | ۴                           |
| ۱۰       | ۳            | ۳                           |
| ۱۱       | ۵            | ۲٫۲                         |
| ۱۲       | ۲            | ۴                           |
| ۱۳       | ۲            | ۳٫۵                         |
| ۱۴       | ۲            | ۳٫۵                         |

این جدول نشان‌دهندهٔ نتایج تحقیق جیمز کُلمن (به انگلیسی: James Coleman) بر روی رابطهٔ دوستی افراد یک دبیرستان در سال ۱۹۶۱ است که اولین بار مورد بررسی فِلد برای پارادوکس دوستی قرار گرفت. در این سری از داده ۱۴ فرد وجود دارند که تعداد دوستان هر یک و میانگین تعداد دوستان دوست‌های هر فرد مقابل آن ثبت شده‌است. همان‌طور که از جدول بر می‌آید از بین ۱۴ نفر ۹ نفر هستند که دوستانشان به صورت میانگین دوستان بیشتری دارند، در دو نفر این مقدار برابر و فقط در مورد ۳ نفر تعداد دوستان شخص از میانگین تعداد دوستان دوست‌های شخص بیشتر است. به‌طور میانگین افراد ۲٫۶ دوست دارند درحالی‌که دوستان یک شخص به‌طور میانگین ۳٫۲ دوست دارند.